# 林鈺洧
林鈺洧（1994年12月5日—），擁有新加坡國籍的香港女模特兒及演員，《2022香港小姐競選》冠軍。現為無綫電視女藝員。

## 簡歷
林鈺洧為1980年代無綫電視小生林俊賢與第一任英國裔妻子所生之女兒，但二人在林鈺洧未滿1歲時已離異，林鈺洧自此與母親相依為命，直至14歲方與林俊賢相認。 林鈺洧就讀於聖士提反堂中學，其後以商科畢業，達專上程度學歷，求學時曾於不同行業任職，包括補習老師、侍應、幼稚園保母、保險經紀及售貨員。
2013年，林鈺洧曾報名參加《2013年度香港小姐競選》，但未能入圍當屆最後20強。 2015年5月，林鈺洧因親戚引薦簽約加入女藝人Angelababy及熊黛林同屬的模特兒經紀公司，以模特兒身份於娛樂圈出道。2017年起參與幕前演出，包括參演電影《春嬌救志明》，又曾亮相於奇妙電視及ViuTV，參與電視節目及劇集演出。2020年，因於ViuTV節目《對號入座》中分享自身性經驗，並指自己曾有五名性伴侶而引起關注，被封為「性女」。
2022年，林鈺洧報名參加《2022年度香港小姐競選》，最終當選冠軍，是歷屆當選冠軍時最年長佳麗，也是繼《1987年度香港小姐競選》冠軍楊寶玲後第二位「星二代」港姐冠軍。 林鈺洧於得獎後發表感言時表示父親林俊賢曾反對她參選，但她卻因而受激發而最終在比賽中奪冠以證明自己實力。 比賽完結後，林鈺洧接受訪問時透露報名參選前曾與一名長輩到茶樓吃飯，她提到日後欲開辦慈善機構，以幫助單親家庭的小朋友、劏房戶及露宿者，但無奈一個人力量有限，該名長輩則提議參選香港小姐可獲更多曝光機會及擴大人脈，亦可以加入慧妍雅集，借助名氣有助推動慈善事業，如慧妍雅集名譽會長朱玲玲探訪老人院，因此林鈺洧決定參選香港小姐，最終歷史性當選第五十屆香港小姐冠軍，但當選後並沒有加入慧妍雅集。 同年，林鈺洧與無綫電視簽約，成為該台女藝員。

## 私人生活
2024年，林鈺洧被指與大生銀行創辦人馬錦燦幼子、業餘賽車手馬清揚交往，更多次出入對方位於山頂的豪宅，林名下的跑車亦曾停泊在對方屋苑車位內。2024年6月21日，於2022年宣布與馬清揚離婚的1981年度香港小姐競選亞軍錢慧儀向傳媒表示，由於錢與馬的離婚手續未辦妥，林出入馬宅會影響錢馬二人所生的三名子女。為此，馬清揚代為澄清指林鈺洧並無家訪，而林的坐駕曾停泊在其屋苑後亦已取回，而且錢馬二人所生的三名子女均在外國。馬清揚又指乃於不同慈善場合認識林鈺洧，並認為自己已回復單身，故與林交往「實屬正常」。

## 演出

### 電視劇
- 2019年：《詭探前傳》飾夏文欣
- 2021年：《太平紋身店》飾紋身店客人
- 2024年：《愛·回家之開心速遞》飾羅網

### 節目
- 2018年：《使乜驚 大兩Gen》
- 2020年：《對號入座》（十二星座男女）
- 2020年：《鬼同妳上位》（參賽者）
- 2022年：《2022香港小姐競選：小城美誌》（參選佳麗）
- 2022年：《2022香港小姐競選：美麗序章》（參選佳麗及網民至Like KOL獎得主）
- 2022年：《2022香港小姐競選決賽》（參選佳麗；網民至Like KOL獎及冠軍得主）
- 2022年：《2022香港小姐美麗繼承者》（參選佳麗；網民至Like KOL獎及冠軍得主）
- 2023年：《不可能任務》（第二輯，與徐榮、鄭衍峰、孔德賢、梁允瑜共同參與）
- 2023年：《星光熠熠耀保良》
- 2023年：《香港同胞慶祝中華人民共和國成立七十四周年文藝晚會》[14]
- 2023年：《歡樂滿東華2023》[15]

### 電影
- 2017年：《春嬌救志明》

## 外部連結
- 林鈺洧的Instagram帳戶
- 林鈺洧的新浪微博
- YouTube上的林鈺洧頻道
- 林鈺洧在香港影庫上的簡介

| 前任： 宋宛穎 | 香港小姐競選冠軍 2022年 | 繼任： 莊子璇 |